# Pavel Votruba
Pavel Votruba (* 23. September 1948 in Benešov) ist ein tschechischer Schachspieler und -schiedsrichter.

## Leben
Votruba hatte bereits im Juniorenalter einige Erfolge zu verzeichnen. Mit der Mannschaft der ČSSR nahm er an den Studentenolympiaden 1968 in Ybbs und 1969 in Dresden teil. Im Jahr 1973 gewann er vor Iván Faragó ein internationales Turnier in Prievidza. Im nächsten Jahr teilte er sich den siebten Platz bei der Einzelmeisterschaft der befreundeten Armeen in Leningrad. Der Sieger mit 10 Punkten aus 13 war Jānis Klovāns. Bei einem Turnier in Albena war Votruba 1981 geteilter Dritter hinter Jordan Grigorow und Günther Möhring. Anfang 1983 belegte er den dritten Platz, punktgleich mit zwei anderen Spielern, beim Hoogovens-Turnier in der Gruppe B in Wijk aan Zee. Im selben Jahr teilte er sich hinter Alois Lanč den zweiten Platz beim VIII. Elekes-Memorial (Gruppe II) in Budapest. Das zweite AdW-Turnier in Berlin gewann er 1985 zusammen mit Ladislav Stratil. Er erspielte sich 7,5 Punkte aus 11 Partien und erfüllte damit seine erste IM-Norm. Den Titel eines Internationalen Meisters verlieh ihm die FIDE im Jahr 1993. Votruba nahm auch an mehreren tschechischen Mannschaftsmeisterschaften teil und wurde Sieger 1995/96 mit dem ŠK Dům armády Prag.
Seine beste Elo-Zahl war 2370 im Juli 1993.
Votruba ist auch ein gefragter Schachschiedsrichter. Er bekam von der FIDE 1994 den Titel eines Internationalen Schiedsrichters und hat seit 2013 die Lizenz der Kategorie A. Als Hauptschiedsrichter wurde er beauftragt mit der Betreuung einiger renommierter Turniere wie Tata Steel Chess oder Prague Chess Festival.